# Bruch von Heegheim
Das Naturschutzgebiet Bruch von Heegheim liegt auf dem Gebiet der Gemarkung Heegheim (Flur 10) der Gemeinde Altenstadt im Wetteraukreis in Hessen. 1976 erfolgte die Ausweisung zum Naturschutzgebiet mit einer Größe von 10,8 Hektar. Bereits 1974/75 wurde im Gebiet ein Flachwasserteich als Nahrungsgewässer für Graureiher und Weißstorch von der Natur- und Vogelschutzgruppe Lindheim angelegt. Neben Wasserflächen sind ein 1,2 Hektar großes Schilfröhricht und eine Orchideenwiese charakteristisch für das Gebiet.

## Flora und Fauna

### Bedeutung für Brut- und Rastvögel
Das Naturschutzgebiet ist Brutgebiet für Arten wie Rohrweihe, Feldschwirl, Teichrohrsänger und Nilgans sowie Nahrungsgebiet für Weißstorch und Graureiher. In der Vergangenheit gab es eine Brutkolonie des Graureihers, die aber nicht mehr besteht. Ebenso ist der Bestand des Wiesenpiepers mittlerweile im Gebiet erloschen.

### Bedeutung für Amphibien
Laut dem Artenhilfskonzept für den Laubfrosch in Hessen beherbergt der Bruch von Heegheim den größten Laubfrosch Bestand im Niddertal zum Zeitpunkt der Untersuchung.

### Bedeutung für Insekten
Die bestandsgefährdete Libellenart Helm-Azurjungfer besiedelt voll besonnte Gräben bzw. Bachläufe mit stetiger Wasserführung in einem überwiegend extensiv genutzten Umfeld im und südlich des Naturschutzgebiets.

### Bedeutung für Säugetiere
Die Wiederbesiedlung des Wetteraukreises durch den Biber startete 2007 mit den beiden ersten Revieren an der Nidder im Naturschutzgebiet „Bruch von Heegheim“ und an der Nidda im Naturschutzgebiet „Nachtweid von Dauernheim“.

## Entwicklungs- und Pflegemaßnahmen
Das Forstamt Nidda führt in Zusammenarbeit mit der Natur- und Vogelschutzgruppe Lindheim und weiteren Behörden Lebensraum verbessernden Maßnahmen im Naturschutzgebiet durch. Im Jahr 2006 wurde ein neuer Flachwasserteich angelegt, der den Nährstoff-Eintrag in den Hauptteich abfangen und außerdem die Bodenfeuchte verbessern und weitere Laichmöglichkeiten für Amphibien bieten soll. Im Jahr 2011 wurde ein Flachwasserteich im Bereich des Schilfgebiets zur Förderung von typischen Schilfbrütern wie Rohrweihe, Blaukehlchen, Wasserralle und Teichrohrsänger errichtet.